# The Daily Pennsylvanian
The Daily Pennsylvanian (DP) é o jornal estudantil da Universidade da Pensilvânia.
Ele é publicado a cada dia da semana, quando a universidade estiver em sessão de uma equipe de mais 250 alunos. Durante os meses de verão, uma equipe menor produz uma versão semanal chamado The Pennsylvanian Summer. O DP também publica uma revista semanal e artes de entretenimento chamado 34th Street Magazine e um jornal semanal enviado para pais e alunos chamado O Pennsylvanian Weekly. A DP opera duas principais sites web - thedp.com e 34st.com - bem como uma variedade de opiniões, notícias e blogs de esportes.